# Mohamed Saïd Fofana
Pour les articles homonymes, voir Fofana.
Mohamed Saïd Fofana, né en 1952, est un homme d'affaires et homme d'État guinéen, Premier ministre d'Alpha Condé du 24 décembre 2010 au 29 décembre 2015.

## Biographie
Né à Forécariah dans le sud-ouest de la Guinée maritime, il est diplômé de l'Institut polytechnique Gamal-Abdel-Nasser de Conakry.
En 1977, il entre au ministère du Plan au sein du gouvernement de Guinée, après une formation au Centre démographique ONU-Roumanie. En 1984, il devient directeur de la promotion des échanges au sein du Ministère du Commerce. Il reste secrétaire général de la Chambre de commerce, d'industrie et d'agriculture entre 1985 et 2002. Il officie également durant cette période en tant que président du comité national chargé des négociations commerciales internationales et des accords de partenariats économiques.
Malgré les divers postes occupés avant sa nomination, il demeure assez méconnu du grand public jusqu'à sa nomination en 2010 en tant que Premier Ministre du Gouvernement d'Alpha Condé, un mois après l'élection de ce dernier.
En janvier 2014, il remet sa démission au Président en même temps que celle du gouvernement à la demande d'Alpha Condé. Il est néanmoins reconduit par le président à son poste à la Primature du Gouvernement. 
Il présente sa démission le 23 décembre 2015.